# Patrone Europas

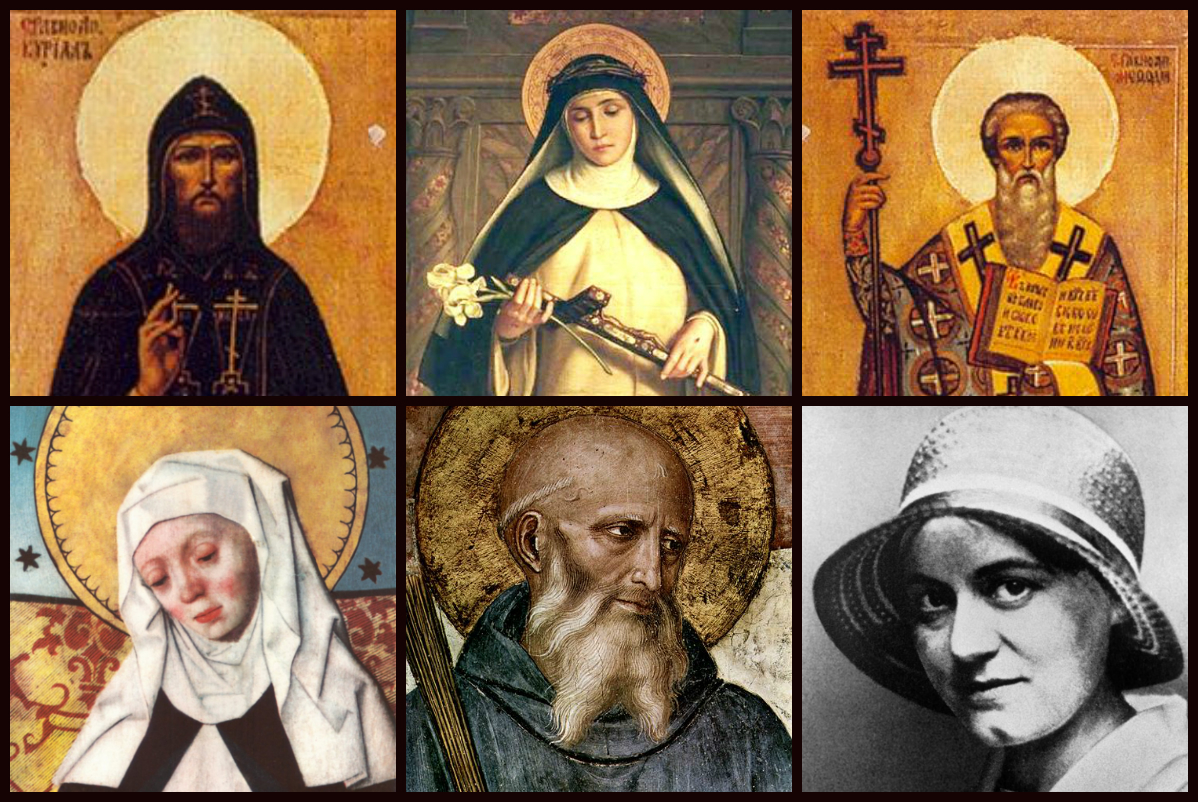
Die Patrone Europas

Die Patrone Europas sind in der römisch-katholischen Kirche eine Gruppe von Heiligen, die zu Schutzpatronen für den Kontinent Europa erklärt wurden. Diese mittlerweile sechs Heiligen sollen die kulturellen Grundlagen Europas, seine nationale und geistliche Vielfalt, seine Zerrissenheit und deren Überwindung durch den Glauben repräsentieren und bei Gott Fürbitte einlegen. Zudem sollen sie inspirierende Vorbilder darstellen.
Der erste Heilige, der zum Patron Europas erhoben wurde, war Benedikt von Nursia, und zwar 1964 durch Papst Paul VI. Papst Johannes Paul II. fügte 1980 Kyrill und Methodius, 1999 Katharina von Siena, Birgitta von Schweden und Teresia Benedicta vom Kreuz (Edith Stein) hinzu.
In den liturgischen Kalendern der Bistümer in Europa haben die Gedenktage dieser Heiligen den Rang eines Festes.
- Hl. Benedikt von Nursia 
 Vater des abendländischen Mönchtums. Seine Ordensregel (Regula Benedicti) wurde nicht nur die Grundlage des Benediktinerordens, sondern des ganzen abendländischen Mönchtums. Dadurch wurde Benedikt zum Baumeister des christlichen Abendlandes. Gestorben am 21. März 547 in Montecassino, dem von ihm gegründeten Kloster, der Wiege des Benediktinerordens. Der 11. Juli ist der Tag der Übertragung seiner Gebeine nach Fleury (St.-Benoît-sur-Loire). 
 Festtage: 11. Juli und 21. März
- Hll. Kyrill und Methodius 
 Glaubensboten bei den Slawen. Kyrill war Mönch, Methodius Bischof. Sie führten in der Liturgie den Gebrauch der slawischen Sprache ein und verwendeten dazu besondere Schriftzeichen (Ursprung der slawischen Schrift). Kyrill starb am 14. Februar 869, Methodius am 6. April 885. 
 Festtag: Der gemeinsame Gedenktag von Kyrill und Methodius ist der 14. Februar, sowohl in der katholischen wie der evangelischen und anglikanischen Kirche. Orthodoxer Gedenktag ist ebenfalls der 14. Februar (Kyrill) und der 11. Mai (gemeinsam mit Methodius).
- Hl. Katharina von Siena 
 Virgo consecrata, Kirchenlehrerin, Mitglied des Dritten Ordens der Dominikaner. Sie bemühte sich um den Frieden unter ihren Mitbürgern und um die Erneuerung des religiösen Lebens, war Beraterin im geistlichen Bereich wie im weltlichen Bereich und betrieb die Rückkehr der Päpste von Avignon nach Rom. Gestorben am 29. April 1380 in Rom. 
 Festtag: 29. April
- Hl. Birgitta von Schweden 
 Mutter, Mystikerin, Gründerin des Erlöserordens (Birgitten). Sie war wegen ihrer Frömmigkeit und Nächstenliebe hoch angesehen. Die letzten 24 Jahre ihres Lebens verbrachte sie in Rom, wo sie zur Beraterin von Fürsten und Päpsten wurde. Gestorben am 23. Juli 1373; Grab in Vadstena (Schweden). 
 Festtag: 23. Juli
- Hl. Teresia Benedicta vom Kreuz (Edith Stein) 
 Philosophin, Frauenrechtlerin, Karmelitin, Märtyrin. Sie wurde 1891 als Kind jüdischer Eltern geboren, studierte Philosophie, und promovierte mit Auszeichnung. 1922 wurde sie durch die Taufe in die katholische Kirche aufgenommen, wirkte als Lehrerin an katholischen Mädchenbildungsstätten und trat 1933 in den Kölner Karmel Maria vom Frieden ein. Ihre Übersiedlung in den niederländischen Karmel in Echt 1938 konnte sie nicht schützen. Am 2. August 1942 wurde sie von den Nationalsozialisten in den Niederlanden verhaftet und wahrscheinlich am 9. August im KZ Auschwitz-Birkenau ermordet. 
Festtag: 9. August